# Vittorio Spimi
Vittorio Spimi (Riccione, 16 aprile 1943) è un allenatore di calcio ed ex calciatore italiano,  di ruolo stopper.

## Carriera

### Giocatore
Nella stagione 1969-70 con la maglia del Bari ha totalizzato 30 presenze in Serie A.
Ha inoltre disputato 5 stagioni in Serie B nelle file di Cesena (con cui ha anche vinto un campionato di Serie C) e Bari, collezionando 176 presenze ed una rete in questa categoria.

### Allenatore
Ha allenato per molti anni nelle serie minori.

## Palmarès

### Giocatore

#### Competizioni nazionali
- Serie C: 1

Cesena: 1967-1968

### Allenatore

#### Competizioni regionali
- Eccellenza: 1

Urbino: 2002-2003